# Futebol no Nepal
O futebol é um desporto muito popular entre os jovens do Nepal. Ele é regido, no país, pela
ANFA (Federação de Futebol do Nepal), cujo actual presidente é Ganesh Thapa.
O desporto foi introduzido no Nepal, juntamente com outros desportos, há mais de meio século. O então primeiro-ministro Padam Shamsher fundou o Campeonato Nepalense de Futebol no ano de 2004, com o objetivo de atender ao crescente interesse da população pelo futebol. Após o estabelecimento da democracia no ano 2007, a Polícia do Nepal foi bem-sucedida em desfrutar das consecutivas surpresas do último minuto e ganhou esse torneio para tornar-se a dona do troféu. Em seguida, a polícia entregou o troféu à Federação de Futebol do Nepal para a continuação do torneio em memória dos mártires. Esse troféu ainda existe, com o nome do campeonato do torneio chamado agora Torneio Memorial dos Mártires.

## Notáveis futebolistas nepalenses
- Ganesh Thapa
- Upendra Man Singh
- Raju Shakya
- Hari Khadka